# Villasumil
Villasumil  es un pueblo del municipio de Valle de Ancares en la comarca tradicional de Ancares, comarca de El Bierzo,  provincia de León, comunidad autónoma de Castilla y León,(España).

## Población
El pueblo está poco poblado, de hecho solo viven unas 11 personas según los datos del INE del 2012. Al igual que la zona, ha sufrido un proceso de despoblación que se ha venido dando desde el siglo XVIII, cuando según Miñano tenía 161 habitantes. Un siglo después, según el recuento de Madoz contaba con 130 habitantes y en 1920, en el censo hecho por Mourille, el número había descendido a 119. La caída de la población se dio a partir de los años cincuenta y sesenta con las emigraciones de los habitantes más jóvenes. El envejecimiento, la falta de perspectivas de futuro, el régimen de tenencia de la tierra y los usos del suelo son las causas de esta despoblación y la de otros pueblos de la zona.

## Patrimonio
Villasumil se encuentra enclavado en el Valle de Ancares. La arquitectura del pueblo es la tradicional de los Ancares, casa hechas en mampostería y como elemento principal: la pizarra. El pueblo posee una pequeña iglesia románica, que tiene enfrente una fuente rodeada de castaños, la cual es considerada como la que da el agua más fresca de la zona.
El pueblo posee un castaño milenario conocido como Cantín situada delante de la iglesia del pueblo y es la principal atracción del pueblo. Otro elemento digno de reseñar son las ruinas del antiguo generador eléctrico de Villasumil, que permitió al pueblo gozar de electricidad de fabricación propia mucho antes que los demás pueblos de la zona. También en el pueblo se encuentran los restos de la antigua fábrica de cera.

## Fiestas y costumbres
En Villasumil se celebra el Magosto, al igual que en el resto del Bierzo. En esta fiesta en la que se  asan castañas acompañadas de orujo y queimada. También se celebra la matanza del cerdo en invierno cerca de la Navidad.
El 20 de marzo se celebra la fiesta de Nuestra Señora y el 25 de mayo la fiesta de San Bernardo.